# Assurbanipal
Assurbanipal (akkadiană: Assur-bani-apli, aramaică: „ܐܵܫܘܿܪ ܒܵܢܝܼ ܐܵܦܠܝܼ”‎ având sensul de „Assur este creatorul unui moștenitor”  685 î.Hr. - cca. 631 î.Hr.; alte nume: Ashurbanipal, Sardanapal sau Ashshurbanipal) a fost ultimul mare rege al Imperiului Neo-Asirian (669 î.Hr. - cca. 631 î.Hr.). El a înființat prima bibliotecă sistematic organizată din Orientul Mijlociu antic, Biblioteca lui Assurbanipal, din care supraviețuiește o parte și astăzi la Ninive. În Biblie (Ezra 4:10) este numit Asenappar. A fost fiul lui Assarhaddon. Grecii l-au numit Sardanapalos, iar romanii Sardanapalus.
Assurbanipal a realizat celebra bibliotecă cu scrieri și cronici din Sumer și Babilon. Fiecare din cele câteva zeci de mii de plăcuțe de lut din biblioteca din Ninive avea imprimat pe ea sigiliul cu inscripția: "Palatul lui Assurbanipal, împăratul Universului, suveranul Asiriei" și, pentru textele întinse pe mai multe plăcuțe, fiecare "pagină" nouă începea cu cuvintele cu care se încheia cea precedentă.
În cursul domniei sale a întreprins numeroase campanii în Egipt, Elam și Babilonia. Domnia lui Assurbanipal a reprezentat ultima perioadă de înflorire a culturii și artei asiriene.
În vremea lui Assurbanipal Imperiul Asirian era cel mai mare imperiu al lumii și capitala sa, Ninive, cu cele 120 mii de locuitori ai săi reprezenta probabil cel mai mare oraș de pe glob. Sub sceptrul său imperiul a prosperat economic în pofida expansiunii continue. Este deseori considerat ultimul mare rege asirian și, împreună cu predecesorii săi Asarhadon și Senaherib, unul dintre cei mai mari regi ai Asiriei.

## Tinerețea

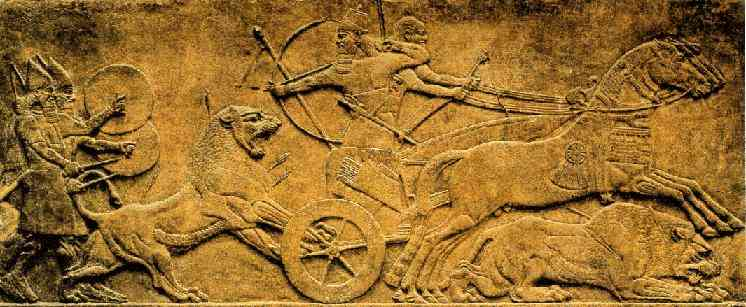
Assurbanipal

Assurbanipal a fost probabil cel de-al patrulea fiu al regelui Asarhadon, după prințul-moștenitor Sin-nadin-apli și alți doi fii, Șamaș-șum-ukin și Șamaș-metu-ubalit. În 674 îHr. Sin-nadin-apli a murit pe neașteptate și Asarhadon a trebuit să-și modifice planurile de succesiune. În 672 î.Hr. Assurbanipal a fost ridicat la rangul de prinț-moștenitor al Asiriei și Șamaș-șum-ukin la rangul de prinț-moștenitor al Babilonului. Cel de-al treilea fiu, Șamaș-metu-ubalit, a fost eliminat din succesiune, posibil din cauza sănătății sale firave.
Faptul că fiul mai mic, Assurbanipal, a primit tronul mai prestigios al Asiriei se explică probabil prin aceea că mama sa era asiriancă, spre deosebire de mama fiului mai mare Șamaș-șum-ukin, care era de origine babiloniană (deși aceasta nu se cunoaște cu siguranță). Cauza probabilă a separării celor două titluri (până atunci regele Asiriei era și rege al Babilonului) a fost teama lui Asarhadon în fața unui complot similar celui de la sfârșitul domniei tatălui său Senaherib omorât de către fiii săi dezavantajați în cadrul succesiunii care au încercat după aceasta să uzurpeze tronul.
Assurbanipal a fost instruit de către generalul Nabu-șar-usur și de către scribul Nabu-ahi-eriba. Și-a însușit cunoștințe scribale și religioase și stăpânea pe lângă limba maternă, akadiana, și limba culturii – sumeriana. Se pregătea pentru domnie urmărindu-l pe tatăl său, pe care îl servea și calitate de șef al spionilor, compilând pentru Asarhadon rapoartele iscoadelor din tot Imperiul Asirian. 
Când tatăl său a plecat într-o expediție punitivă în Egipt, Assurbanipal a rămas responsabil pentru afacerile curții și după moartea lui Asarhadon la Harran în 669 î.Hr. în cursul acestei expediții tronul a trecut la Assurbanipal fără incidente. 

## Campaniile egiptene

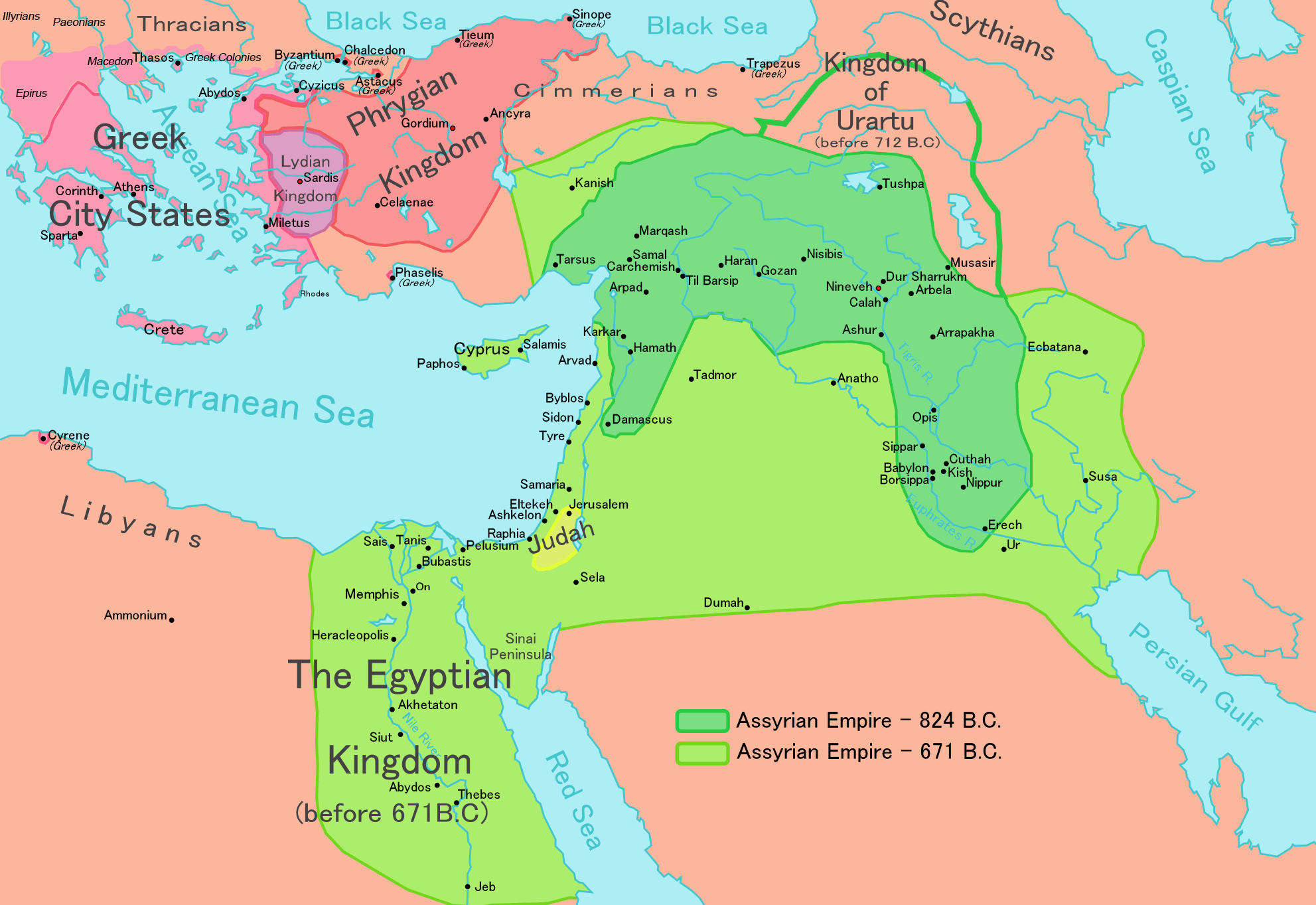
Imperiul Neo-Asirian în 671 î.Hr. după cucerirea Egiptului de către Asarhadon

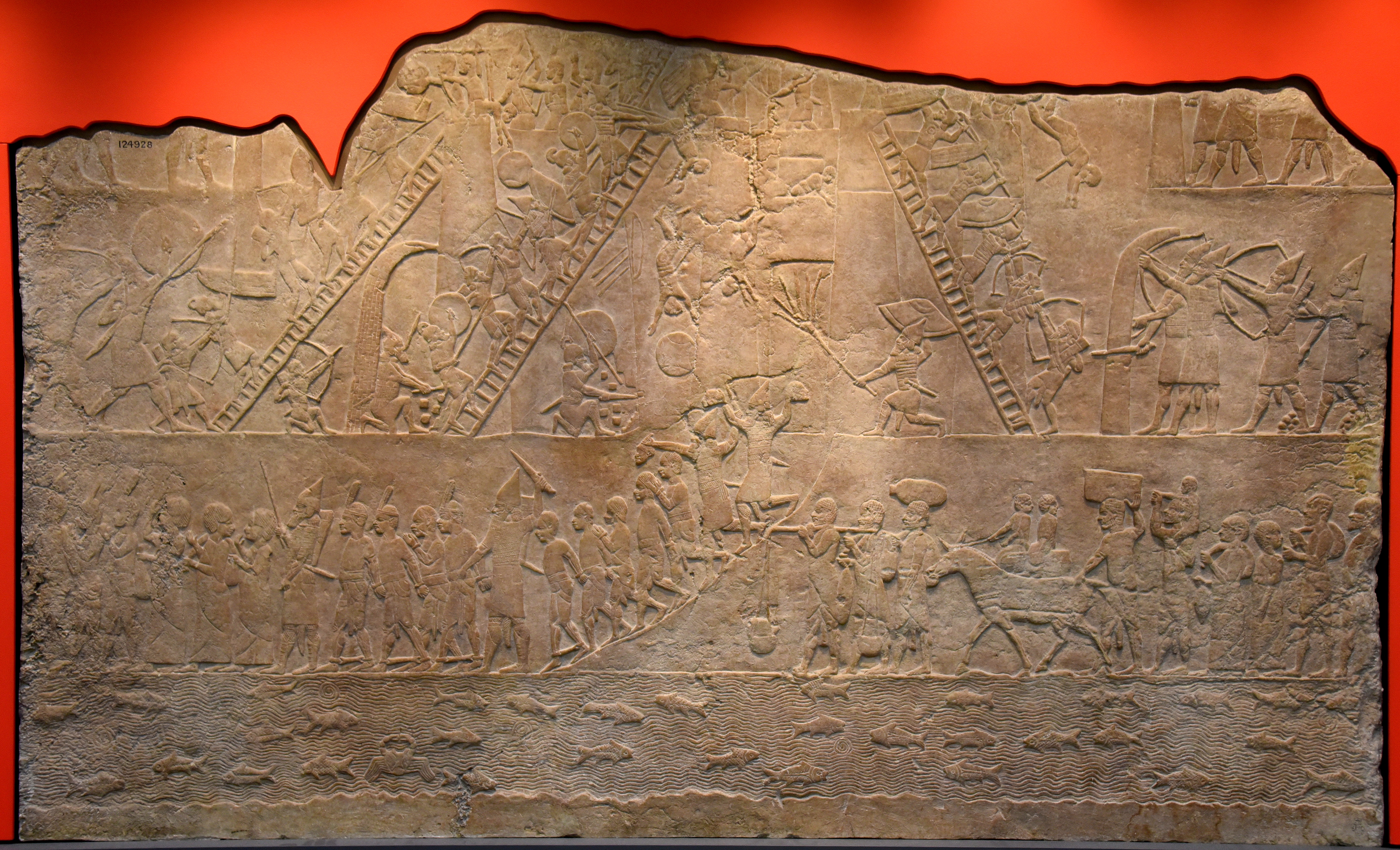
Asediul unui oraș egiptean fortificat, probabil Memfis, în 667 î.Hr. Sculptat în 645 – 635 î.Hr., sub Assurbanipal. Expus la British Museum.

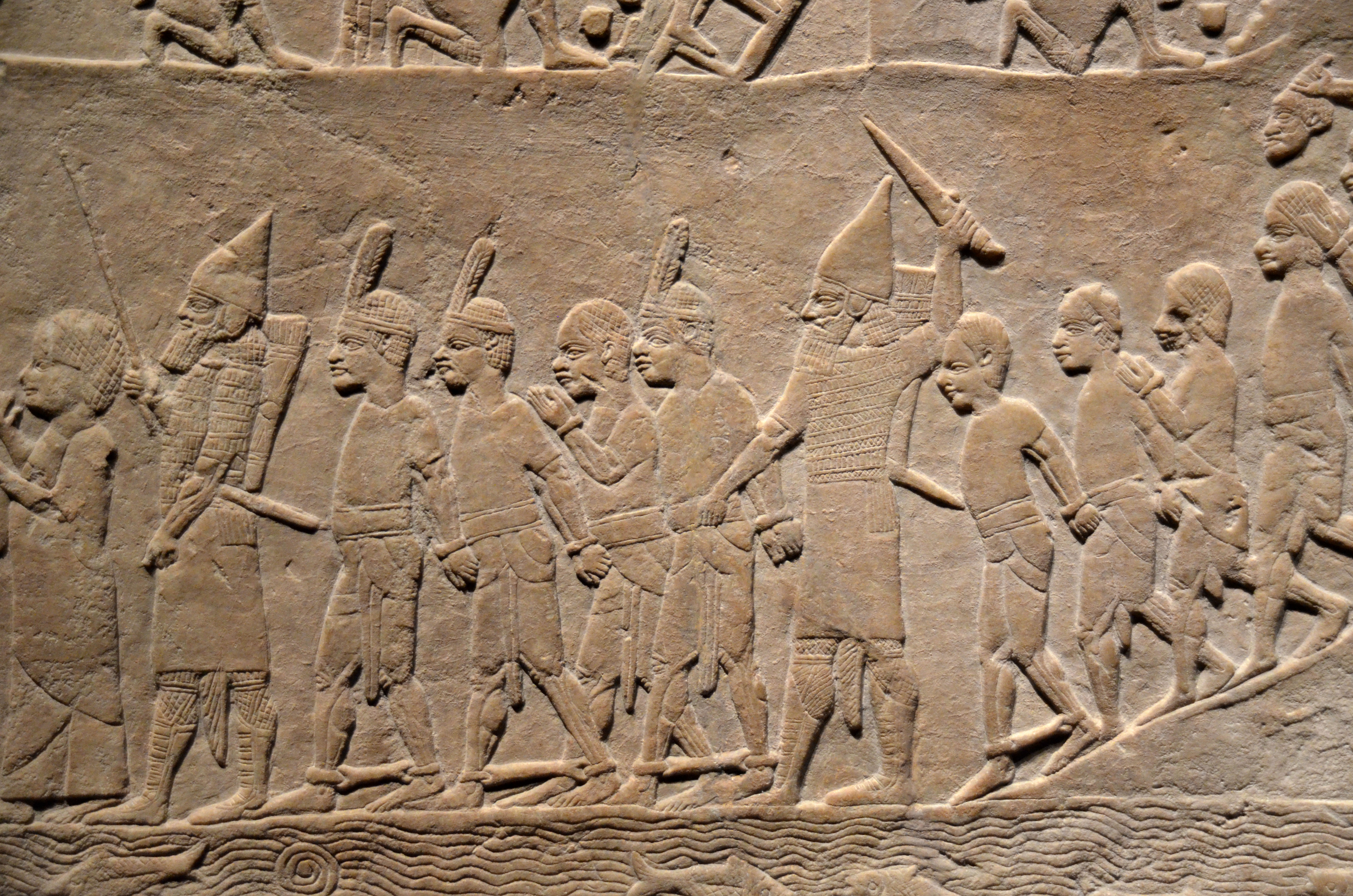
Prizonieri egipteni escortați de oștenii asirieni. Expus la British Museum.

După cucerirea Egiptului de către Asarhadon în anul 671 î.Hr. faraonul Taharqa a fugit în țara Kuș. Revenirea sa în 669 î.Hr. a provocat o rebeliune a egiptenilor. Consolidându-și puterea, Assurbanipal a invadat în 667 î.Hr. Egiptul răsculat, înaintând până la Teba și cucerind și o mulțime de alte orașe răzvrătite. După înăbușirea răscoalei el i-a numit drept regi-vasali ai Egiptului pe conducătorul din orașul Sais, Necho I, și pe fiul său Psametic I, educat la curtea lui Asarhadon de la Ninive.
După plecarea lui Assurbanipal, Egiptul a fost invadat de către Tantamani, nepotul și succesorul desemnat al faraonului Taharqa, cu speranța de a recâștiga tronul pentru familia sa. Forțele sale le-au înfruntat pe cele ale lui Necho lângă orașul Memfis și, deși Tantamani a fost înfrânt, Necho tot a căzut în această luptă. Norocul s-a întors de partea lui Tantamani când egiptenii s-au ridicat împotriva fiului lui Necho, Psametic, care a fost nevoit să se ascundă. La aflarea acestor vești Assurbanipal a intrat din nou cu oștirea în Egipt și l-a învins definitiv pe Tantamani. În cursul acestei campanii Teba, citadela kușiților în Egipt, a fost luată cu asalt în anul 663 î.Hr., a treia oară în mai puțin de un deceniu. Această capturare a avut reverberații profunde în Orientul Apropiat antic, fiind menționată și în Cartea profetului Naum ca simbol al distrugerii și ororilor ce se pot abate asupra unui oraș.  
Victorios, Assurbanipal l-a făcut pe Psametic din nou faraon în 665 î.Hr. Dat fiind că regele asirian a fost distras pe parcursul anilor următori de războaiele din alte ținuturi, Egiptul s-a emancipat gradual de sub controlul său. 

## Prima campanie elamită

Un relief monumental reprezentând lupta de pe râul Ulai din 653 î.Hr. British Museum.

În 665 î.Hr. regele elamit Urtak a lansat un atac-surpriză asupra Babiloniei, dar a fost izgonit înapoi în Elam, murind în scurt timp după aceasta. Lui Urtak i-a urmat la tron Teumman, care nu era înrudit cu monarhul precedent și trebuia să-și stabilizeze puterea, eliminându-și rivalii. Trei dintre fiii lui Urtak, pretendenții principali la tron, au fugit în Asiria și au fost adăpostiți de Assurbanipal, deși Teumman a cerut să fie extrădați în Elam.
După victoria asupra elamiților Assurbanipal s-a confruntat cu revolta lui Bel-ikișa, căpetenia gambulienilor (un trib arameean din Babilonia), care s-a răsculat după ce fusese despuiat de o parte din autoritate, când ieșise la iveală implicarea sa în susținerea invaziei elamite. Assurbanipal i-a poruncit guvernatorului din Uruk, Nabu-ușabși, să-l atace pe Bel-ikișa. Răzvrătirea sa nu pare să fi cauzat multe daune, el fiind ucis de un mistreț la puțin timp după începutul revoltei. În 663 î.Hr. Dunanu, fiul lui Bel-ikișa, i s-a predat lui Assurbanipal.
Șamaș-șum-ukin, regele vasal al Babilonului, pare să fi obosit către 653 î.Hr. de mâna forte a fratelui său. El a trimis soli la Teumman în Elam cu speranța că oștirea acestuia va destabiliza puterea asiriană. Assurbanipal însă pare să nu fi știut de implicarea lui Șamaș-șum-ukin, deși a reușit să-i înfrângă pe elamiți în 653 î.Hr. și le-a devastat țara. Bătălia finală din această campanie, bătălia de pe râul Ulai, a avut loc lângă capitala elamită Susa și a fost o victorie asiriană decisivă, în parte datorită trădării în tabăra adversă. Regele Teumman a căzut în luptă, la fel ca și unul dintre vasalii săi pe nume Șutruk-Nahunte, regele orașului Hidalu. Ca urmare a victoriei Assurbanipal i-a făcut cârmuitori pe doi dintre fiii lui Urtak, instalându-l pe Ummanigaș la Madaktu și pe Tammaritu la Hidalu. Dunanu, care li se alăturase elamiților, a fost capturat împreună cu familia sa și executat. Gambulienii au fost atacați de armata lui Assurbanipal și pedepsiți pentru răzvrătire, capitala lor Șapibel  fiind inundată și locuitorii ei trecuți prin sabie. În locul lui Dunanu Assurbanipal l-a numit pe un nobil gambulian pe nume Rimutu, după ce acesta consimțise să-i plătească o contribuție considerabilă suveranului asirian.

## Relațiile cu Lidia și cimerienii

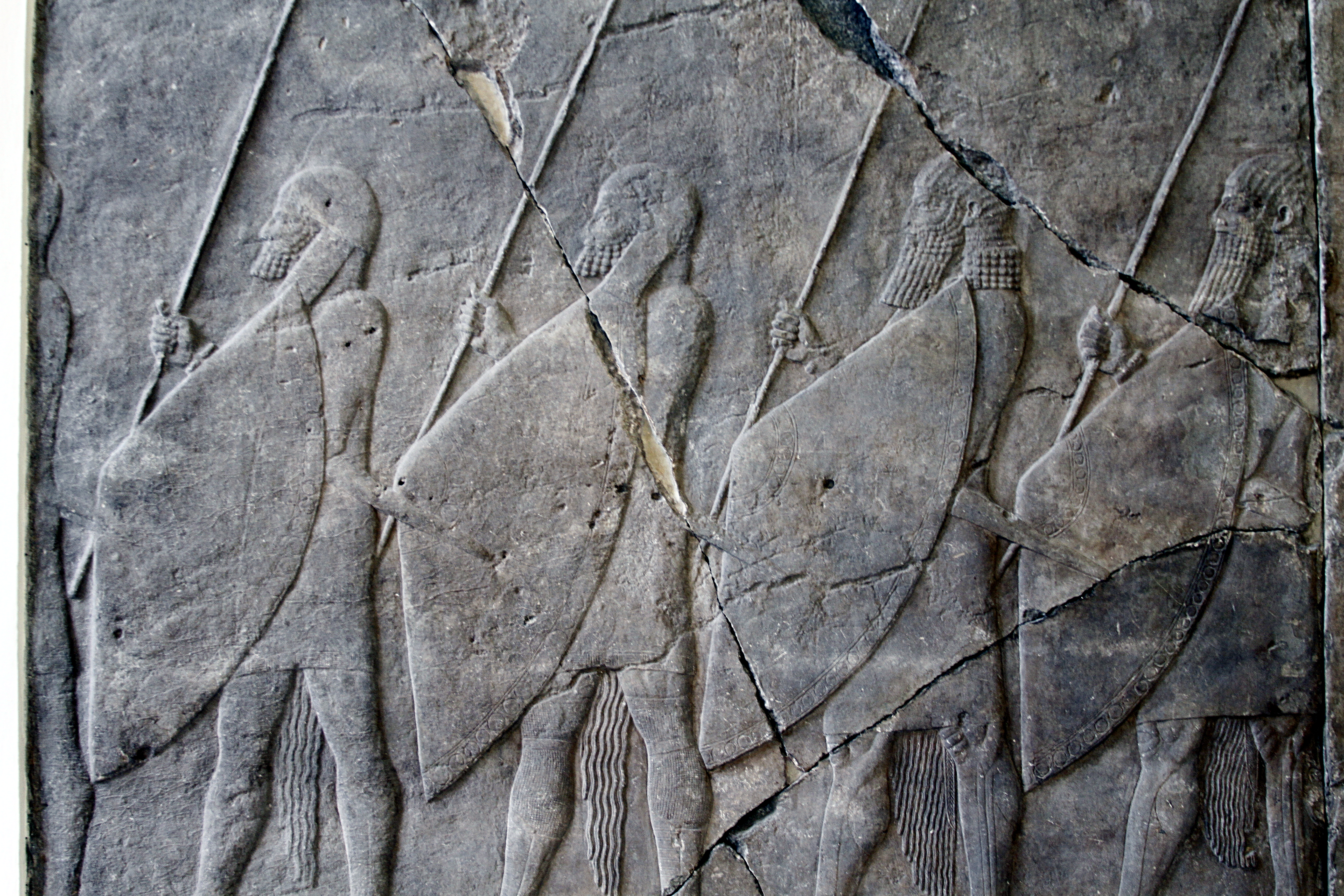
Lăncieri asirieni pe un relief din Ninive, secolul al VII-lea î.Hr. Expus la Muzeul Pergamon.

Cimerienii, un popor nomad locuind în acea perioadă în Caucazul de Sud, au năvălit asupra Asiriei și, după ce au fost respinși de către tatăl lui Assurbanipal, Asarhadon, au invadat Lidia. Regele acesteia, Gyges, a fost nevoit să ceară ajutorul lui Assurbanipal. Cimerienii au fost izgoniți din Lidia în 665 î.Hr., la Ninive fiind aduse în lanțuri două dintre căpeteniile lor, precum și multă pradă de război. Gyges se pare că totuși nu a fost chiar mulțumit de susținerea asirienilor, dat fiind că peste doisprezece ani a rupt alianța cu ei și s-a aliat cu egiptenii lui Psametic I, atrăgându-și astfel blestemul suveranului Asiriei.
Când forțele asiriene luptau în Elam, o alianță a perșilor, cimerienilor și a mezilor a înaintat asupra capitalei Ninive. Ca să contracareze această amenințare, Assurbanipal a apelat la aliații săi sciți și a învins oștirea inamică. Se consideră că regele mezilor Phraortes a fost ucis în această luptă. 
După moartea din 652 î.Hr. a lui Gyges i-a urmat fiul său Ardys. Pentru că sciții i-au izgonit din casele lor, cimerienii au atacat din nou Lidia și au capturat cea mai mare parte a regatului. Ardys, ca și tatăl său până la el, l-a implorat pe Assurbanipal să-l ajute. Nu se știe dacă ajutorul asirian a mai sosit vreodată, deși cimerienii au fost până la urmă expulzați din Lidia.

## Rebeliunea lui Șamaș-șum-ukin în Babilon

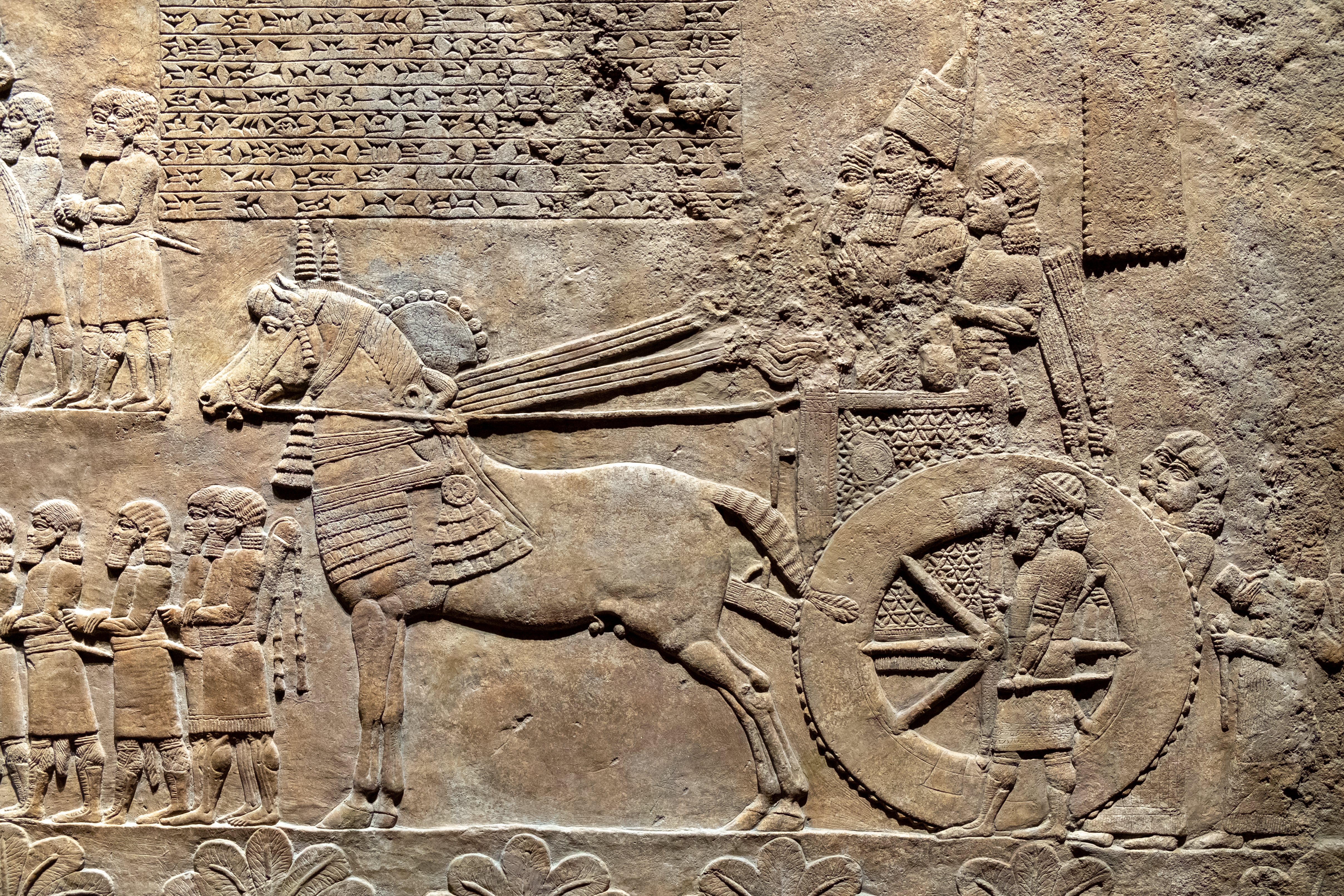
Assurbanipal inspectează prada și prizonierii din Babilon după un asediu care a durat doi ani, 648 î.Hr. British Museum.

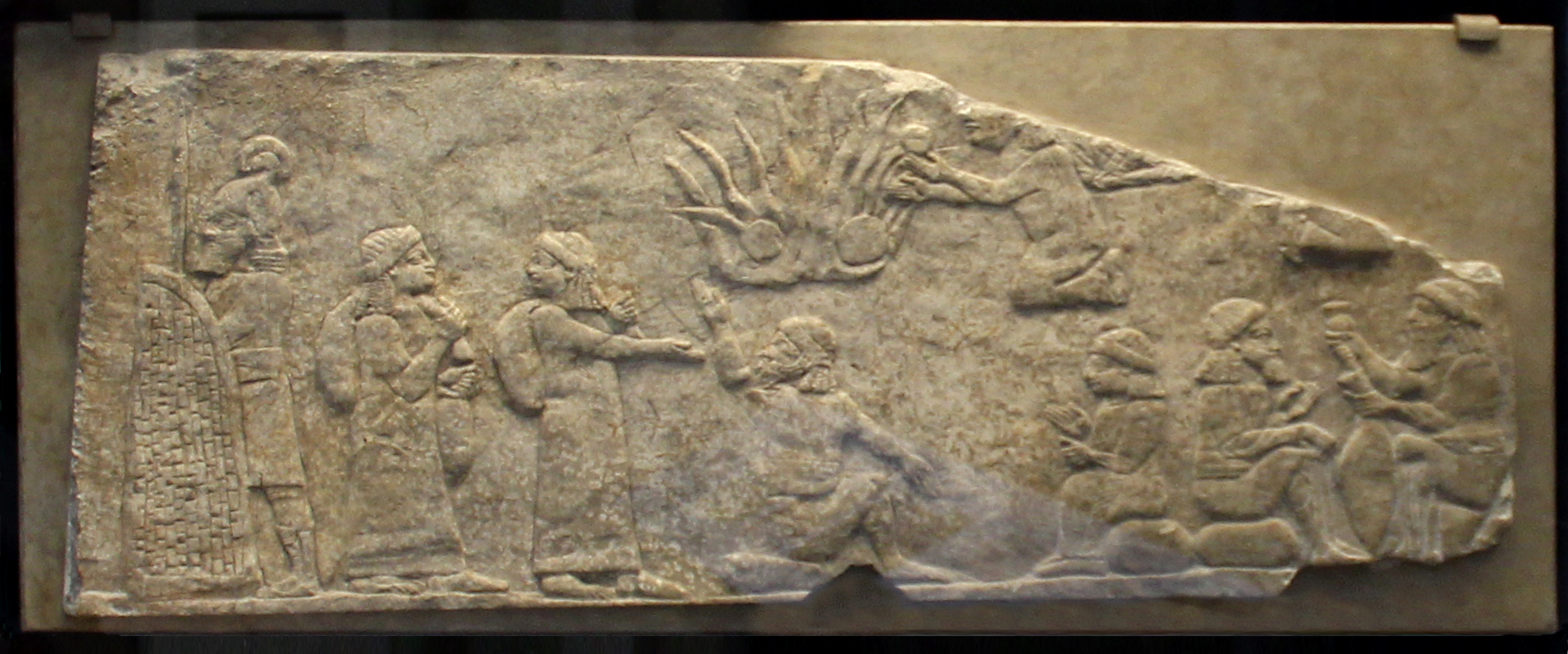
Prizonieri din Babilon păziți de asirieni. Relief din Ninive. British Museum.

În anii 650 î.Hr. ostilitatea dintre Șamaș-șum-ukin și Assurbanipal era deja evidentă vasalilor lor. Poate cei mai importanți factori din spatele rebeliunii lui Șamaș-șum-ukin erau nemulțumirea lui față de poziția sa în comparație cu cea a lui Assurbanipal, resentimentul babilonienilor față de Asiria în general și disponibilitatea constantă a cârmuitorului Elanului de a se alătura oricui purtând război împotriva Asiriei.
Șamaș-șum-ukin s-a ridicat împotriva fratelui său mai tânăr în 652 î.Hr. Acest război civil va dura trei ani. Inscripțiile sugerează că Șamaș-șum-ukin a chemat cetățenii din Babilon să se alăture revoltei sale. În curând tot sudul Mesopotamiei s-a răsculat. Conform inscripțiilor lui Assurbanipal fratele său a avut mult succes în găsirea aliaților contra asirienilor. Primii și cei mai importanți erau caldeenii, arameenii și alte popoare ale Babiloniei, apoi elamiți și, în cele din urmă, un grup de regi, probabil, ai mezilor. Noul rege al Elamului, Ummanigaș, a trimis o oștire sub comanda lui Undașe, fiul regelui Teumman, ca să ajute răsculații.
În pofida alianței aparent puternice a dușmanilor Asiriei, situația lui Șamaș-șum-ukin arăta către 650 î.Hr. sumbru, forțele lui Assurbanipal împresurând Sipparul, Borsippa, Kutha și însuși Babilonul. Bântuit de foamete și molimi acesta a căzut într-un final în 648 î.Hr. și a fost jefuit de învingători. Se consideră tradițional că Șamaș-șum-ukin s-a sinucis împreună cu familia prin autoincendiere, cu toate că textele contemporane spun doar că el „a suferit o moarte cruntă" și că zeii „l-au sortit focului și i-au prăpădit viața". 
Assurbanipal a desemnat un nou cârmuitor al Babilonului, Kandalanu, posibil unul dintre frații săi mai tineri. O altă ipoteză îl vede ca pe un nobil babilonian care l-a susținut pe Assurbanipal și a fost răsplătit cu demnitatea regală. În stăpânirea sa era același teritoriu ca și cel al lui Șamaș-șum-ukin, cu excepția orașului Nippur pe care Assurbanipal l-a transformat într-o puternică fortăreață asiriană. Se pare noul cârmuitor al Babilonului avea o autoritate foarte limitată, el lăsând puține urme în izvoarele istorice.

## A doua campanie elamită

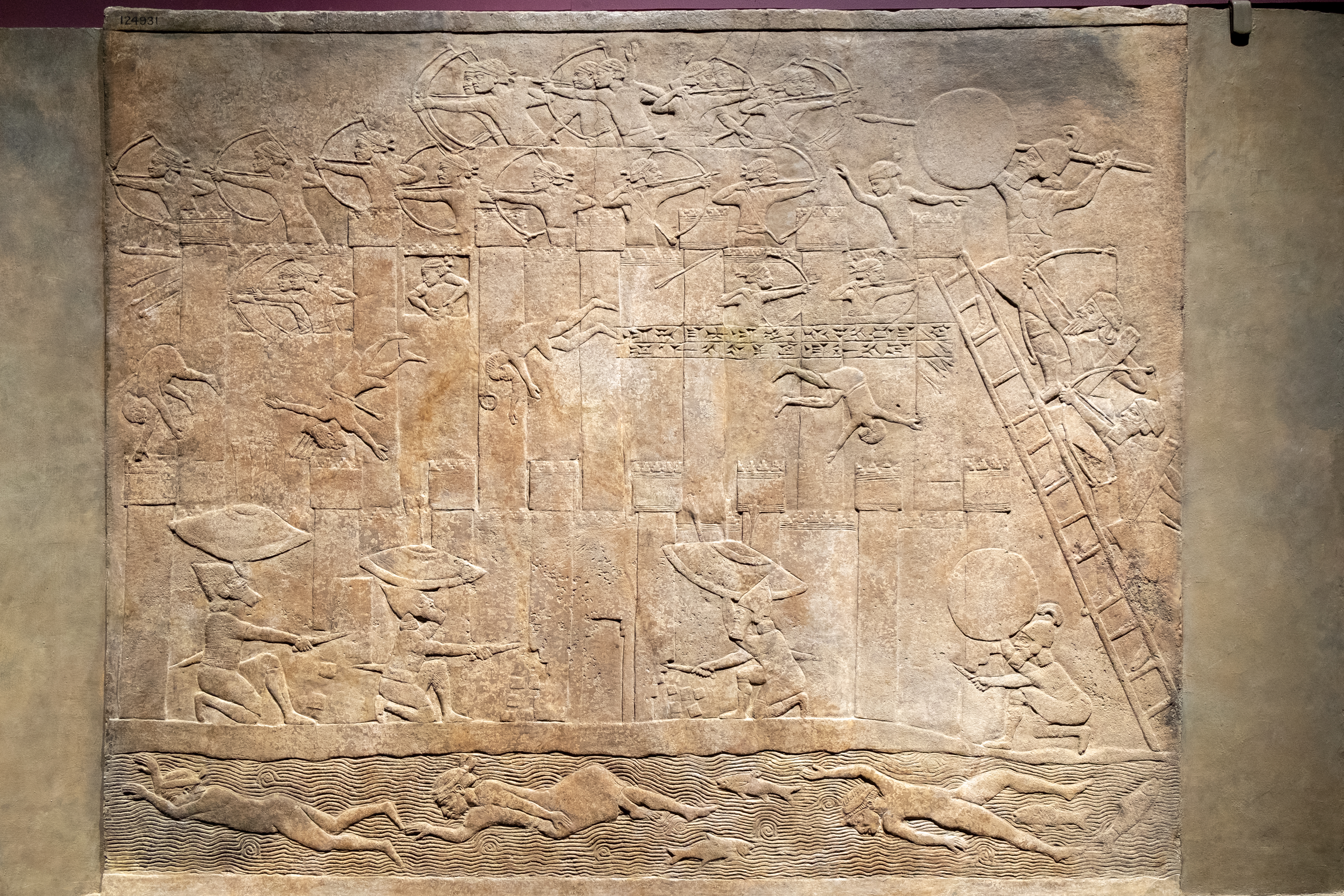
Asediul orașului Hamanu din Elam, 645-635 î.Hr. British Museum.

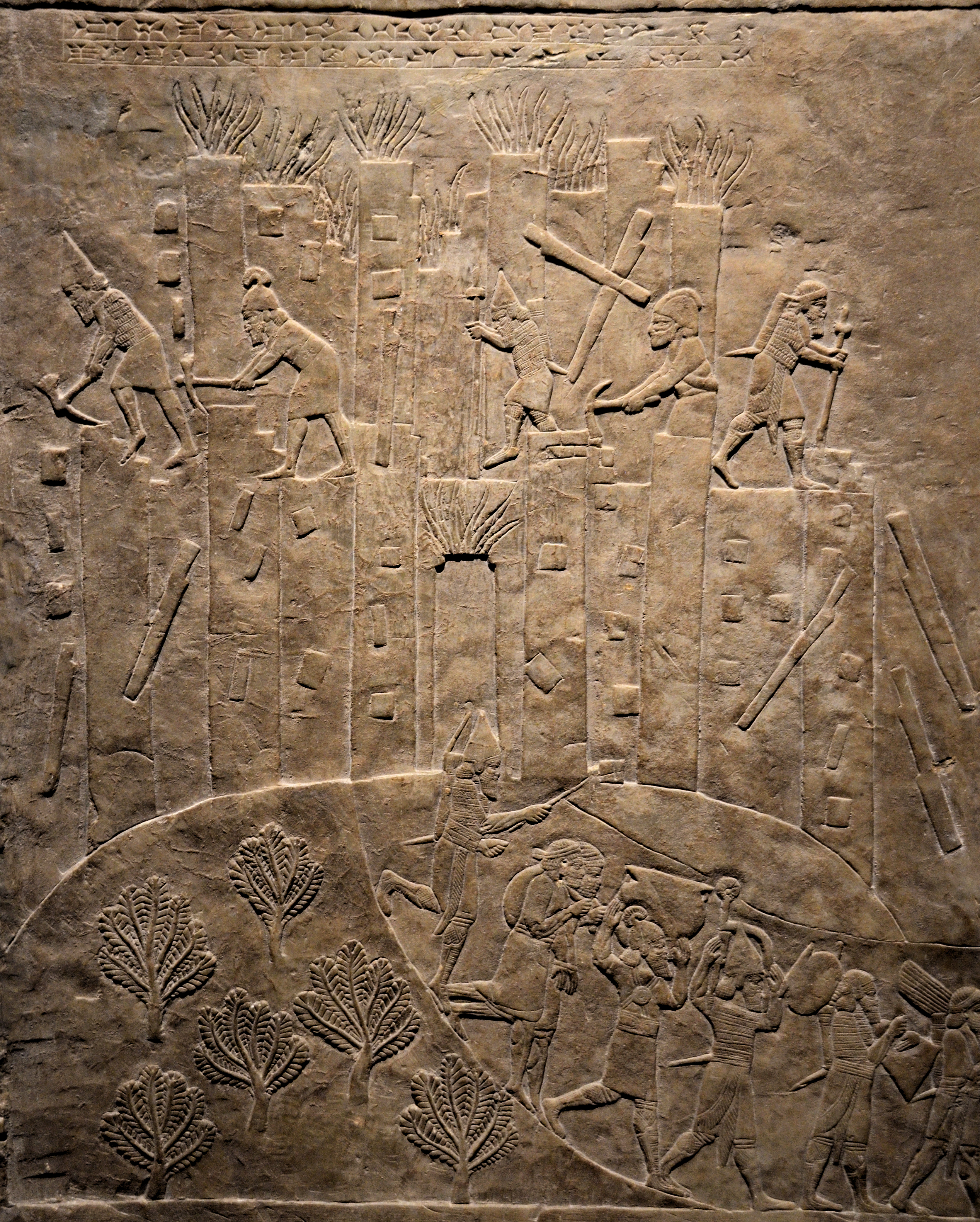
Distrugerea orașului Hamanu. 645-635 î.Hr. British Museum.

Elamiții sub regele Ummanigaș i s-au alăturat lui Șamaș-șum-ukin în război, în parte ca să recâștige acele teritorii elamite pe care Assurbanipal le-a încorporat în Imperiul Asirian. Oștirea lui Ummanigaș a fost înfrântă lângă orașul Der și, ca urmare, el a fost detronat de nepotul său Tammaritu II, care a și devenit noul rege. Ummanigaș a fugit la curtea lui Assurbanipal, unde a primit azil. Domnia lui Tammaritu II a fost de scurtă durată și, în pofida faptului că a avut succes în unele bătălii în care a luptat împreună cu căpetenia caldeeană Nabu-bel-șumati, el și-a pierdut tronul într-o altă revoltă în 649 î.Hr. Noul rege, Indabibi, nu a domnit decât o perioadă foarte scurtă și a fost asasinat după ce Assurbanipal a amenințat că va invada Elamul iarăși din cauza sprijinului acordat dușmanilor săi.
Humban-Haltaș III a devenit regele Elamului în locul lui Indabibi. Nabu-bel-șumati a continuat lupta contra lui Assurbanipal de pe baze în Elam și, cu toate că Humban-Haltaș l-ar fi predat asirienilor, rebelul caldeean avea prea mulți susținători în Elam ca aceasta să fie realizabil. Ca urmare Assurbanipal în 647 î.Hr. a invadat din nou Elamul și, după o scurtă rezistență, Humban-Haltaș și-a părăsit reședința din Madaktu și s-a refugiat în munți. Tronul a fost ocupat iarăși de către Tammaritu II, dar și de această dată nu pentru mult timp. După ce asirienii au jefuit regiunea Huzistan oastea lor s-a întors acasă și pe tron a revenit Humban-Haltaș.
Assurbanipal a revenit în Elam în 646 î.Hr. și Humban-Haltaș a abandonat din nou Madaktu și a fugit dintâi în orașul Dur-Untaș și apoi în munții din estul Elamului. El era urmărit de forțele lui Assurbanipal care jefuiau și devastau orașele în calea lor. Toate centrele politice majore din Elam au fost distruse și toate micile regate și toate șeferiile, care până atunci au plătit tribut regilor elamiți, au început să-l plătească lui Assurbanipal. Unul dintre aceste mici regate a fost Parsua, posibil predecesorul imperiului întemeiat de Ahemenizi un secol mai târziu. Regele din Parsua, Cirus (posibil aceeași persoană cu Cirus I, bunicul lui Cirus cel Mare), s-a alăturat  elamiților la începutul campaniei și, de aceea, a trebuit să-și dea fiul Arukku ca ostatic. Țări care până atunci nu au avut contact cu asirienii, precum regatul cârmuit de un rege numit Hudimiri, de asemenea au început să le plătească tribut. În calea de întoarcere forțele asiriene au jefuit brutal orașul Susa, profanând mormintele regale, devastând templele, furând statuile zeilor elamiți și semănând sare în pământ. 
În ciuda acestei campanii neîndurătoare elamiții au rezistat ceva timp ca entitate politică. Humban-Haltaș s-a întors pe tronul din Madaktu și într-un final l-a extrădat pe Nabu-bel-șumati, deși caldeeanul s-a sinucis în drum spre Ninive. Puțin mai târziu Humban-Haltaș însuși a fost detronat, capturat și trimis la asirieni de către participanții la următoarea răscoală, după care mențiunile despre Elam dispar din izvoarele asiriene. Assurbanipal nu a mai numit guvernatori noi în orașele elamite și nu a încercat să integreze țara ca provincie asiriană, lăsând-o în voia soartei. În deceniile următoare perșii vor imigra în această regiune și vor reconstrui orașele devastate.

## Familie și succesiune
Soția lui Assurbanipal se numea Libbali-șarrat. Nu se cunosc prea multe despre ea, dar deja era măritată cu Assurbanipal când acesta a urcat pe tron și se poate că s-au căsătorit încă în 673 î.Hr. aproximativ când a murit soția lui Asarhadon, Eșarra-hammat.
Se cunosc numele a trei dintre copiii regelui:
- Assur-etil-ilani — fiu care i-a urmat la tron între 631 și 627 î.Hr.
- Sinșarișkun — fiu care a fost regele Asiriei între 627 și 612 î.Hr.
- Ninurta-șarru-usur — fiu de la o soție cu statut inferior (adică alta decât Libbali-șarrat), care nu a jucat vreun rol politic.[33]

Inscripțiile lui Sinșarișkun, care îl numesc ales pentru domnie „dintre egali” (adică dintre frați), ne sugerează că Assurbanipal a avut și alți fii.
Analele lui Assurbanipal, sursa principală cu privire la domnia sa, se opresc în 636 î.Hr., posibil pentru că regele era bolnav. Inscripțiile lui Assur-etil-ilani sugerează că tatăl său a murit de o moarte naturală, deși nu varsă lumină asupra faptului când anume a avut loc aceasta. Ultimul document contemporan, care îl atestă pe Assurbanipal ca fiind în viață și domnind în Asiria, este un contract din orașul Nippur al anului 631 î.Hr. Ca să concorde lungimile domniilor succesorilor săi, consensul general este că suveranul a murit, a abdicat sau a fost detronat în 631 î.Hr.

## Assurbanipal în artă

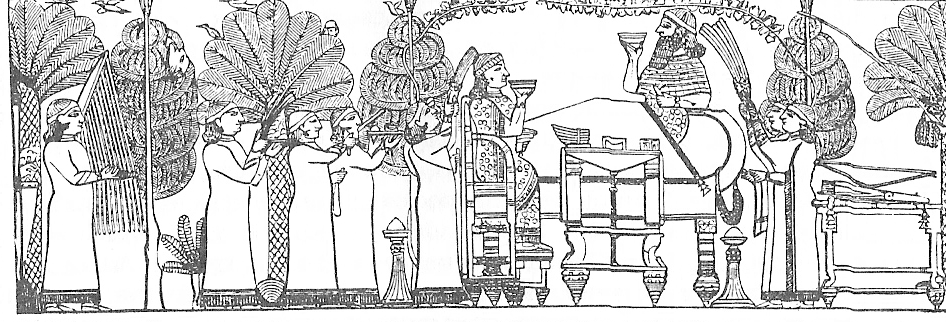
Ospăț al lui Assurbanipal

Assurbanipal la vânătoare, relief în palatul de la Ninive.

Sardanapal al asirienilor este menționat de Ioan Slavici datorită comorilor, luxului și pretinsului său desfrâu.
În poezia sa "Memento mori", Mihai Eminescu ilustra aceste trăsături:
Asia-n plăceri molateci e-mbătată, somnoroasă,
Bolțile-s ținute-n aer de columne luminoase
Și la mese-n veci întinse e culcat Sardanapal;
Și sub degete măiestre arfele cugetă mite,
După plac și-mpart mesenii a cântării flori uimite,
Vinuri dulci, mirositoare și femei cu chipul pal.
Hector Berlioz a compus cantata romantică Ultima noapte a lui Sardanapal, pentru care a primit în 1830 “Marele Premiu al Romei” și o bursă de cinci ani în Italia.
Franz Liszt a început să compună o operă intitulată Sardanapale, în stilul operelor italiene. După cinci ani de muncă a abandonat proiectul, fiind atras de o direcție nouă în muzică, trasată de Richard Wagner.
Sfârșitul regelui este imortalizat de Eugène Delacroix în tabloul Moartea lui Sardanapal. În pictura lui Delacroix, regele zace apatic, ca o Venus întinsă pe patul său roz, cu o concubină lângă el, care-l ruga să n-o ucidă, iar peste tot în jur, oamenii săi sunt omorâți de eunuci și de gărzile palatului. Se aducea otrava și în colțul din dreapta sus vedem tălăzuind flăcări, anunțându-ne că în curând totul se va ridica în fum.
George Gordon Byron a scris și el o piesă cu titlul Sardanapal, în care își imaginează că regele asirian se sinucide împreună cu o concubină, deoarece rebelii erau la porțile palatului său din Ninive.
Henry Becque a scris libretul pentru opera în 3 acte Sardanapale, o imitație a piesei lui Byron, pusă pe muzică de Victorin de Joncières și prezentată în premieră la Théâtre impérial lyrique din Paris, în 8 februarie 1867.
În cartea sa Descriptio Moldaviae, Dimitrie Cantemir îl compară pe domnul moldovean Iancu Sasul cu regele asirian Sardanapal, care în tradiția grecească simbolizează culmea desfrâului și a risipei.